# Ad Helviam matrem de consolatione
Ad Helviam matrem de consolatione è un'opera letteraria del 42-43 d.C. di Seneca, appartenente al genere della consolatio, indirizzata alla madre Elvia, rimasta in patria,  per consolarla per il suo esilio in Corsica, cercando di mostrare che tale provvedimento non è così negativo poiché permette all'esiliato di dedicarsi all’otium. Dal momento che era un'opera destinata alla pubblicazione, la consolazione non accenna ai motivi o all'ingiustizia dell'esilio, ma invita  Elvia ad accettare la situazione, affermando che la diversità di luoghi e la mancanza di lussi non può danneggiare un filosofo. Elvia  è lodata da Seneca come "ottima madre", pudica e riservata, diversa dalle matrone viziose dell'epoca. Il figlio le chiede di essere coraggiosa come Cornelia e le donne romane antiche, a distrarsi con gli studi letterari e a consolarsi con l'affetto dei parenti rimasti vicini. 